# Thesium annulatum
Thesium annulatum är en sandelträdsväxtart som beskrevs av Arthur William Hill. Thesium annulatum ingår i släktet spindelörter, och familjen sandelträdsväxter. Inga underarter finns listade i Catalogue of Life.